# Хайнзен
Хайнзен (нем. Heinsen) — община в Германии, в земле Нижняя Саксония.
Входит в состав района Хольцминден. Подчиняется управлению Полле. Население, на 31 декабря 2010 года, составляло 877 человек. Занимает площадь 18,63 км².
| Год  | Население |
| ---- | --------- |
| 1990 | 951       |
| 1995 | 1024      |
| 2000 | 1000      |
| 2005 | 978       |
| 2010 | 880       |

## География
Хайнзен расположен на Верхнем Везере в Везербергланде.